# Angry Birds у кіно 2
Angry Birds у кіно 2 (англ. The Angry Birds Movie 2) — анімаційний фільм 2019 року. Продовження однойменного мультфільму 2016 року, заснованого на популярній грі «Angry Birds».

## Сюжет
Мешканці острова птахів насолоджуються життям: батьки вигулюють пташенят, ті скачуть на батутах, грають в порятунок яєць великим Редом. Весь острів заставлений плакатами із зображенням героя. Сам Ред і його друзі Чак і Бомб, сидячи в окопі, спостерігають за островом свиней. Військо короля Леонарда і спецзагін Реда обмінюється ударами: Ред обстрілює свиней з гігантської рогатки пляшку з соусом, свині за допомогою теплових променів збивають повітряні кульки, якими грають пташенята. Раптово на острів свиней падає величезний крижаний шар, запущений звідкись з боку моря. За допомогою дронів свині з'ясовують, що обстріл проводиться з невідомого досі крижаного острова. На цьому острові живуть орли, ними керує орлиця Зета, їй допомагає її дочка орлиця Деббі. В їх підпорядкуванні інженери і військові, вони стріляють крижаними кулями з жерла згаслого вулкана. Леонард відправляє на острів птахів цілу ескадрилью повітряних кульок. На них підвішені листівки, в яких йдеться про те, що свині оголошують перемир'я. Все населення пташиного острова радіє, незадоволений тільки Ред. Щоб його розвеселити, Чак і Бомб призводять одного на вечірку швидких побачень, де можна познайомитися з пернатими самками. Але Ред каже пташці, яка його покликала , що вони несумісні, і залишає вечірку. Удома він досхочу об'їдається попкорном та п'є апельсиновий сік і раптом до нього приходить свин Леонард та каже, що він знайшов новий острів, але Ред йому не вірить. Леонард показує Реду фотографії, які він зробив за допомогою Дрона.
Три пташеняти грають на березі моря. Для гри вони виносять з дому яйця, з яких ще не вилупилися пташенята. Вони не помічають, як яйця на невеликому плоті відносить у відкрите море. Пташенята пускаються в морську подорож в пошуках яєць. У будинок Реда є Леонард. Він розповідає Реду, що обом островам загрожує небезпека. Треба створити загін для порятунку птахів і свиней. Спочатку Ред не хоче вірити давньому ворогові, але потім Леонарду вдається його переконати за допомогою знімків, зроблених з дронів. Вони домовляються про створення змішаного рятувального загону. У загін крім Реда і Леонарда входять Чак, Бомб і Могутній Орел, а також помічник Леонарда Кортні. Загону потрібен інженер. Чак пропонує кандидатуру своєї молодшої сестри Сріблинки, вона вчиться в інженерному факультеті. При знайомстві зі Сріблинкою Ред дізнається в ній ту саму пташку, з якої вони так невдало познайомилися на вечірці. Але врешті-решт він погоджується на участь Сріблинки в експедиції. Члени загону проводять нараду в будинку Могутнього Орла на його скелі. Леонард демонструє знімки, отримані з дронів, в тому числі і фото Зети: це їхній лідер. Ред пропонує план експедиції: висадитися на орлиний острів, проникнути в бункер Зети, вивести з ладу суперзброю, за допомогою якого запускаються крижані кулі, покинути острів. У цей момент величезний крижаний шар потрапляє в скелю Могутнього Орла. Учасникам експедиції вдається врятуватися завдяки тому, що їх виносить на своїй спині господар оселі (він єдиний з усіх вміє літати). Зета на своєму острові. Все покрито льодом. Зета втомилася від постійного холоду. Вона віддає наказ своїм підлеглим: потрібно начинити крижані кулі лавою з вулкана і бомбардувати цими снарядами острова птахів і свиней. Після того, як тропічні острови будуть очищені від аборигенів, вона зі своїми орлами переселиться туди. Пташенятам вдається в океані наздогнати пліт з яйцями, але, виявляється, вони виявилися на спині кашалота. Фонтан з дихала кашалота закидає пліт з яйцями на хмару. Пташенята піднімаються в повітря (один з них дозволяє надути себе, як повітряна кулька), після нетривалого перебування в космосі пташенята опускаються на хмару, забирають яйця, падають на розташований під ними острів. Яйця потрапляють в гніздо дрімає змії. Пташенятам вдається викрасти яйця у змії, якої в ході цієї операції наносяться тілесні ушкодження. Для подорожі на острів свині надають загону Реда гігантську жовту підводний човен. Леонард знайомить товаришів з технічним генієм острова свиней - Гаррі. Той пропонує загону використовувати під час операції свінновації і гаджети його винаходу (покриття невидимості, свинячі соплі, прилад для виявлення орлів на відстані до 45 метрів). Загін висаджується на острові. Могутній Орел каже, що не братиме участі в операції. Виявляється, Зета - його колишня наречена. У них було кохання з першого погляду, але, коли Зета запропонувала Могутньому Орлу вступити з нею в шлюб, він відмовився. Могутній Орел летить додому. Пташенята повертаються на острів. Виявляється, помилково вони висадилися на острів свиней. Загін розділяється. Ред і Сріблинка підіймаються по схилу вулкана, решта учасників загону ховаються в макет орла і обманом проникають в бункер Зети. Інженери Зети створили пристрій, за допомогою якого крижані кулі начиняються розпеченою лавою. Чи включається зворотний відлік: через десять хвилин почнеться обстріл пташиного і свинячого острова з суперзброї. Після кількох невдалих спроб вивести з ладу суперзброю, всі члени спецзагону потрапляють в полон до Зети. На виручку до друзів прилітає Могутній Орел. Він нагадує Зете про те, як вони любили один одного. Зета повідомляє Могутньому Орлу, що Деббі - їхня дочка, вона самостійно її виростила, тепер вона знати не бажає свого колишнього коханого. Поки між Зетой і Могутнім Орлом розгорається перепалка, Сріблинка дає Чаку надміцну нитку, що б той обплутав пусковий пристрій суперзброї. Зета натискає на червону кнопку, начинені лавою крижані кулі спрямовуються по жерла вулкана вгору. Але їх стримує нитка. Через деякий час нитка рветься, але її за краї утримують пташенята, що пролітають над жерлом вулкана на дирижаблі, яким керують свині (вони вирішили по повітрю доставити пташенят додому). Кулі падають назад, відбувається вибух. Зета намагається знайти Деббі. З'ясовується, що її врятував Могутній Орел. Деббі просить матір залишити батька. На острові птахів обряд одруження, Зета виходить за Могутнього Орла. Ред виголошує промову. Присутні на весіллі птиці і свині починають хвалити Реда. Він каже, що врятувати острова вдалося тільки завдяки плану, який придумав Сріблинка, і згуртованій роботі всіх членів команди. Ред і Сріблинка усамітнюються, вони п'ють шампанське і з'ясовують, що вони не так вже й несумісні. Пташенята знову грають на березі моря. Вони заходять в  будинок своєї подруги, дивляться на колиску, в якій лежать три яйця. Яйця тріскаються, звідти вилуплюються три маленькі змійки. Раптом вони чують стукіт у двері. Це змія, вона переміщається за допомогою милиці. Змія показує пташенятам на колиску, в якій знаходяться три вилупилися пташенята. Відбувається обмін: змійки повзуть до мами, маленьких пташенят забирають їхні друзі. Пташенята клянуться один одному, що тепер вони око не спустять з своїх дрібних, але поки говорили між собою, вони попливли на човні, тим яким змія принесла їх пташенятам. Таким чином, три маленькі сестрички поповнюють щасливу сім'ю.

## Ролі озвучили
| Актор             | Роль          |
| ----------------- | ------------- |
| Джейсон Судейкіс  | Ред           |
| Джош Гад          | Чак           |
| Денні Макбрайд    | Бомба         |
| Леслі Джонс       | Зета          |
| Білл Гейдер       | Леонард       |
| Рейчел Блум       | Сріблинка     |
| Аквафіна          | Куртні        |
| Стерлінг К. Браун | свиня Гері    |
| Евхеніо Дербес    | Глен          |
| Пітер Дінклейдж   | Могутній Орел |

| Актор             | Роль        |
| ----------------- | ----------- |
| Піт Девідсон      | орел Джеррі |
| Ліл Рел Говері    | орел Бред   |
| Зак Вудс          | орел Карл   |
| Дав Камерон       | Ела         |
| Нікі Мінаж        | Фуксія      |
| Бруклін Прінс     | Зоя         |
| ДжоДжо Сіва       | Джей        |
| Майя Рудольф      | Матильда    |
| Ентоні Паділа     | Ара         |
| Коллін Баллінджер | Роксанна    |

### Український дубляж
Мультфільм дубльовано студією «Le Doyen» на замовлення компанії «B&H Film Distribution» у 2019 році.
- Дмитро Бузинський — Ред
- Антоніна Хижняк — Сріблинка
- Євген Кошовий — Чак
- Юрій Крапов — Бомб
- Катерина Башкіна-Зленко — Зета
- Володимир Ніколаєнко — Ґлен
- Богдан Бенюк — Леонард
- Андрій Твердак — Могутній Орел
- Михайло Кукуюк — Гері
- Соня Плакидюк — Фуксія
- Олена Кравець — Матильда